# 熊谷徳明
熊谷 徳明（くまがい のりあき、1970年3月18日 - ）は、日本のドラマー、作曲家、編曲家。日本を代表するフュージョンバンド、カシオペアの元メンバー。2021年現在、TRIX（トリックス）のリーダー。血液型はB型。キングレコード所属。大黒摩季のサポートはデビューから活動休止まで。その後約一年、TUBEのサポートを行う。

## 来歴
1970年、北海道札幌市に生まれる。
1988年よりヤマハドラム講師を務める。
1989年、バークリーカレッジオブミュージック・インジャパン夏期セミナーで優勝、奨学金を得る。
1990年、バークリー音楽大学に入学。その後、「タイガーズ・バク」のメンバーになる。
1992年、帰国後、カシオペアに加入。ドラマーとしての演奏技術はもとより、作曲能力もメンバーに高く評価されており、在籍時のアルバムにはメインライターの向谷実・野呂一生らとともに熊谷の作品も必ず収録されていた。
1996年、カシオペアを脱退。脱退までに6枚のオリジナルアルバムに参加。
1997年、徳永暁人・大西輝門とXLを結成。後にZAIN RECORDSよりデビュー。
1999年、XLを脱退。
2001年、フュージョンバンド、TRIXを結成。2015年に発表したアルバム『十二支』では自身の遊び心をふんだんに盛り込んだ。
2016年、公式サイトにて右足の局所性ジストニアのためTRIXの活動のペースをスローダウンすることが発表される。
2018年7月7日、公式YouTubeチャンネル「NORIAKI KUMAGAI」を開設。
2019年、公式ホームページを移転。

## ディスコグラフィ

### アルバム
- Over Sensitive Technology/PLANET